# Barakat!
Barakat! es una película del año 2005.

## Sinopsis
En algún lugar de Argelia, en los años 90. Amel es médico en un hospital. Se esfuerza todo lo que puede en ejercer su profesión y en vivir su vida de mujer joven, a pesar de la guerra civil que causa estragos entre los islamistas y el ejército. Una noche, cuando vuelve a casa tras una larga guardia, Amel se da cuenta de que su marido, periodista, ha desaparecido. Frente a la indiferencia y la inercia de las autoridades, decide ir en su búsqueda. Le acompaña Khadija, enfermera que, durante su juventud, combatió por la independencia. En su aventura incierta y peligrosa, las dos mujeres se descubrirán la una a la otra, al mismo tiempo que se enfrentarán a los hombres de su país…

## Premios
- 2006 Milan African Asian and Latin American Film Festival
- 2006 Barcelona International Women's Film Festival
- 2006 Biennale des Cinémas Arabes à Paris
- 2006 Festival internacional de Cine de Dubái
- 2007 FESPACO